# Crater Rings (Idaho)
Crater Rings son dos cráteres de subsidencia, al oeste de la Llanura del Rio Snake, a unas 8 millas al noroeste de Mountain Home (Idaho). Son uno de los pocos ejemplos de cráteres volcánicos en los Estados Unidos. Los cráteres están en la cima de un extenso volcán en escudo. El cráter oriental tiene un diámetro aproximado de 900m y una profundidad de unos 100m. El occidental tiene 760m de ancho y 90m de profundo. Los cráteres son probablemente antiguos lagos de lava, similares al Halemaumau Crater, del volcán Kīlauea, Hawái. El volcán es el más reciente de todos los volcanes de escudo cercanos a Mountain Home. Se piensa que tiene una antigüedad de menos de 2 millones de años.
Crater Rings son un Hito Natural Nacional establecido en 1980. Son parte del Morley Nelson Snake River Birds of Prey National Conservation Area. El sitio es patrimonio del Bureau of Land Management (Agencia de Administración del Territorio) 